# 路易斯結構

碳原子的路易斯結構，其有四個價電子

水的路易斯結構

路易斯結構（英語：Lewis structures），又稱路易斯點圖像、電子點圖像、路易斯電子點式、路易斯點結構、電子點結構，是分子中原子和原子鍵結和標示孤對電子存在的圖像。路易斯結構可以畫出表示分子中的共價鍵以及配位化合物。
路易斯結構是以美国物理化学家吉尔伯特·路易斯（Gilbert Newton Lewis）的名字命名，他在1916年時把路易斯結構寫入它的一篇名為《原子和分子》的文章中。他們類似電子點圖像在價電子和孤對電子中以點來表示，但也可以用線來表示共享電子（如單鍵、雙鍵、三鍵等）。
路易斯結構中每個原子他們的位置在分子的結構上用不同的化學記號標示。線畫在原子和原子間的鍵結（也可以用一對點來表示），多餘的電子以一對點來表示孤對電子。雖然第二週期的主族元素可反應藉由獲得或失去共享電子讓外層價電子填滿至8個，然而其他元素對於價電子遵循不同的規則。氫原子（H）的遵循方式是填滿最外層的一個價電子或使之最外層沒有電子，但過渡金屬遵循dectet （12） 規則（例如過錳酸鹽離子）。

## 結構

### 數電子
路易斯結構中的電子總數等於每個原子價電子的總數，非價電子不會出現在路易斯結構中。
一旦電子的總數被決定，電子必須排進結構中，一開始須排入孤對電子:一對點為一對孤對電子。孤對電子一開始需排在外層原子（氫原子除外），直到外層被鍵結或孤對電子填滿八顆，多出來的孤對電子要排在中心原子。當不確定時，孤對電子要先排在電負度高的原子。
一旦孤對電子排進原子，尤其是中心原子可能不會外層有八顆電子，在此情況下，原子必須組成共價鍵（孤對電子的移動形成第二個原子間的化學鍵結），當原子共享電子對時，仍然符合八隅體規則。一個共價鍵對一個原子表示有兩個外層電子。
路易斯結構對於多原子離子的畫法也是一樣，數電子時，陰離子需要多畫電子在其結構中，陽離子則須比中性狀態時少畫電子。
畫路易斯結構時，如果有离子键则此個結構需要用括號標示，若有電荷則要畫在括號的右上方。
這裡有一個不用數電子而可以畫路易斯結構的方法:先畫原子和其價電子，配對其價電子形成鍵結，陰離子或陽離子則增加或去掉電子。
數價電子的小方法，數需要多少價電子能填滿符合八隅體規則（氫原子只有兩顆電子），然後把兩個原子算出的答案相加，就是形成鍵結的電子數，剩下的電子必須去填滿其他原子，使之符合八隅體規則。
其他一般和簡單的步驟來畫路易斯結構和共振結構已經被提出來了。
在步驟開始前必須先了解分子的幾何結構，也就是不論它是不是環狀結構（每個原子彼此連接），很多畫出簡單或複雜的路易斯結構方法可以在Chem-Net網站中找到。

## 形式電荷
在形式電荷這個术语當中描述對照和評定相似的共振結構，是他們原子的電荷量（路易斯結構中電子數量）假設沒有共價鍵或非極性共價鍵。這用在電子可能重新配置而需要了解其反應機轉的時候，不過常常有其partial charge相同的時候，此時例外。簡單來講，形式電荷有它的公式，以下是假設:
{\displaystyle C_{f}=N_{v}-U_{e}-{\frac {B_{n}}{2}}}
說明:
- {\displaystyle C_{f}}是形式電荷
- {\displaystyle N_{v}}代表原子價電子的數量
- {\displaystyle U_{e}}代表未共享的電子數量
- {\displaystyle B_{n}}代表原子間鍵結電子的數量

形式電荷是計算路易斯結構中中性電荷的原子其價電子數的差異。電子在原子共價鍵當中是同等的被分開。離子的形式電荷總數須要和它的價數相等，還有中性分子的形式電荷必須為零。

## 共振
主條目：共振 (化学)
有些分子或離子，很難決定其孤對電子是否要形成雙鍵或三鍵，這種狀況有時發生在很多相同型態原子圍繞中心原子，常看到發生在多原子離子。
當這種情況發生，此路易斯結構稱做共振結構，此結構的情況有很多重複的，其分子的路易斯結構是這多種結構的平均狀態。
例如硝酸離子（NO3−）大部分都是雙鍵在氮和氧原子中間來滿足其氮原子的八隅體規則，但由於此結構不對稱，所以不一定哪個氧原子是接雙鍵，此時有三種可能的共振結構。用路易斯結構來表示共振的方式為畫出其可能共振結構，其中雙鍵轉換的方向用箭頭表示。
當比較完相同分子的共振結構後，常常擁有最少形式電荷的會貢獻形式電荷到整個共振化合物，當形式電荷對共振結構很重要時，其負電荷會喜歡在電負度高的原子上，而正電荷會喜歡在電負度低的原子上。
像六氟化硫這種超價分子，其單鍵也可以移動，他的解釋是基於量子化學而不是一般的擴大八隅體模型。

## 例子
亞硝酸根的化學式是NO2−
1. 氮原子是其中電負度最低的原子，所以為中心原子。
2. 數數看他們的價電子，氮原子有5個價電子；兩個氧是6個價電子，價電子總數是 （6 × 2） + 5 = 17。此離子帶-1價，表示有多餘的電子，所以電子總數是18。
3. 排進孤對電子。每個氧原子必須和氮原子鍵結，也就是四個電子（兩個為一鍵結）。剩下的14個電子先當他們是孤對電子。一個氧原子最多能有三對孤對電子，讓每個氧原子加上鍵結總共有八顆電子（六个孤對電子加两个成键电子）。剩下的两个孤對電子则排進氮原子中。
4. 要滿足八隅體規則。所有的氧原子目前被分配到8顆電子，氮原子只被分配到6顆（而需要8顆），所以其中一個氧原子的孤對電子需要形成雙鍵，但其他的原子也會有相同的情況，所以必須要有共振結構。
5. 總結，兩個路易斯結構必須都畫：每一個結構其中一個氧原子要與氮原子行雙鍵鍵結。第二個氧原子在結構中將與氮原子行單鍵鍵結。每個結構都要畫上括號并在括號的右上方附上（−），在兩個共振結構中間畫上雙頭箭號表示之。

## 替代表示方式

兩種丁烷的結構式

丁烷的骨架圖像

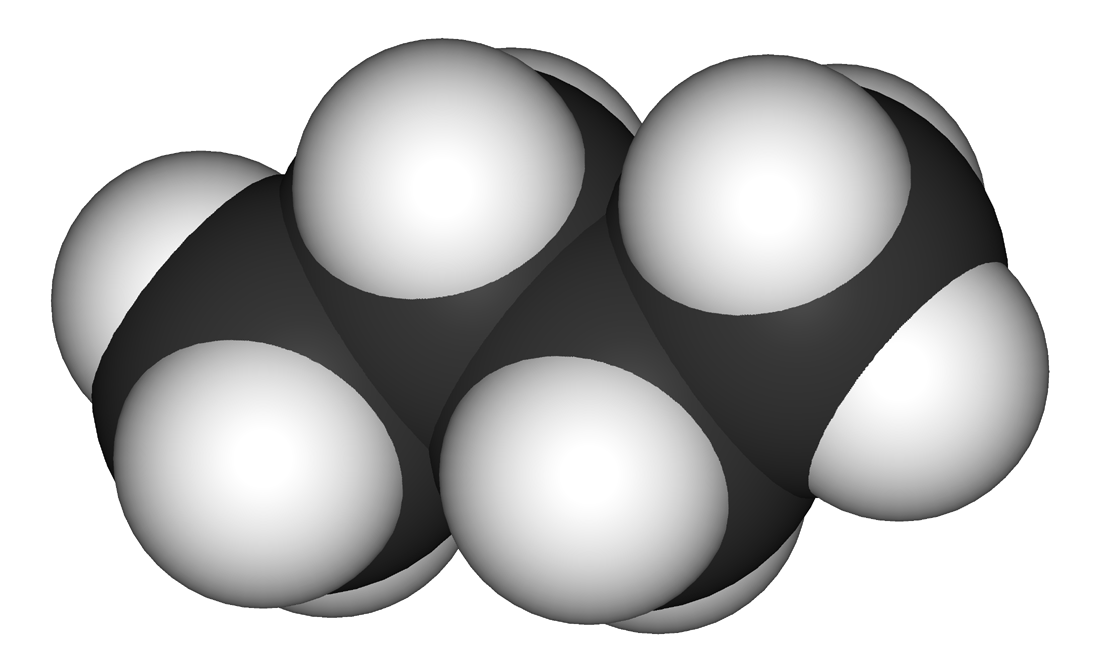
丁烷的空間填充圖像

化學的結構可以被書寫得更簡單，特別是在表示有機化合物時。簡化結構式，幾乎或所有的共價鍵會被移除，用相同基團寫在一起彼此相連表示。
另一個簡化的結構是骨架結構式，其鍵結用線表示，碳-碳键不會標示出來，而是用轉折點表示。氫原子與碳鍵結則不會表示出來（氫原子可以看有幾個碳推算出數目），如圖表示，只顯示碳與碳之間的鍵結，沒有顯示氫與碳之間的鍵結。
有些結構用路易斯結構過於複雜，故使用3D結構表示，如空間填充圖像。

## 另見
- 價層電子對互斥理論（VSEPR理論）
- 分子幾何結構
- 結構式
- 鍵結軌域

## 外部連結
- Lewis Dot Diagrams of Selected Elements （页面存档备份，存于）